# Ӕ
Ӕ, ӕ – ligatura liter А i Е występująca w zapisie tylko jednego języka zapisywanego alfabetem opartym na cyrylicy – języka osetyjskiego, dla oddania dźwięku [æ], tj. samogłoski prawie otwartej przedniej niezaokrąglonej. 
Przykłady użycia
- Дзӕуджыхъӕу (oset. Władykaukaz)
- ма-рох-кӕн (oset. niezapominajka)

## Kodowanie
| Znak                   | Ӕ                              | Ӕ                              | ӕ                            | ӕ                            |
| ---------------------- | ------------------------------ | ------------------------------ | ---------------------------- | ---------------------------- |
| Nazwa w Unikodzie      | CYRILLIC CAPITAL LIGATURE A IE | CYRILLIC CAPITAL LIGATURE A IE | CYRILLIC SMALL LIGATURE A IE | CYRILLIC SMALL LIGATURE A IE |
| Kodowanie              | dziesiątkowo                   | szesnastkowo                   | dziesiątkowo                 | szesnastkowo                 |
| Unicode                | 1236                           | U+04D4                         | 1237                         | U+04D5                       |
| UTF-8                  | 211 148                        | d3 94                          | 211 149                      | d3 95                        |
| Odwołania znakowe SGML | &#1236;                        | &#x04D4;                       | &#1237;                      | &#x04D5;                     |